# Просто Микки (мультфильм, 1930)
«Просто Микки» (англ. Just Mickey) — шестнадцатый мультфильм с участием Микки Мауса от Уолта Диснея. Чёрно-белый музыкальный мультфильм. Премьера в США — 14 марта 1930 года.

## Сюжет
Микки идет на сцену под аплодисменты невидимой аудитории и играет различные классические мелодии на скрипке. Но он попадает впросак, что вызывает смех у публики. Но Микки всегда находит путь из любого положения и в последнем случае публика апплодирует ему. Микки кланяется, но занавес падает на него.

## Награды
Микки Маус получил звезду на аллее славы в Голливуде.